# Franco Sensi

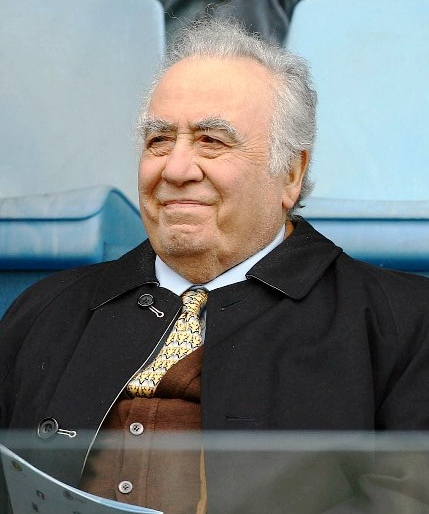
Francesco Sensi

Franco Sensi (eigentlich Francesco, * 29. Juli 1926 in Rom; † 17. August 2008 ebenda) war ein italienischer Unternehmer.
Er stand seit 1993 als Eigentümer und 18. Präsident an Spitze des Fußballvereins AS Roma S.p.A. Als Unternehmer war er in der Erdölbranche tätig (er besaß unter anderem die Firma Italpetroli). Er war Besitzer einiger italienischer Tageszeitungen und als Vertreter der Partei Democrazia Cristiana Bürgermeister der marcheggianischen Stadt Visso.
Bekannt wurde Sensi vor allem für seine Verbindung mit der AS Roma, deren Mehrheitseigentümer er im Mai 1993 wurde. Anschließend übernahm er auch die übrigen Anteile und wurde am 8. November desselben Jahres Präsident des Clubs. Unter seiner Präsidentschaft wurde die AS Roma 2000/01 italienischer Meister und errang danach vier Mal die Vizemeisterschaft. Außerdem gewann der Verein 2006/07 und 2007/08 die Coppa Italia, 2001 und 2007 auch die Supercoppa Italiana.
Der Unternehmer starb im Alter von 82 Jahren nach langer Krankheit in einer Klinik in Rom.
Sensis Tochter Rosella Sensi war bis 2008 Geschäftsführerin und anschließend die erste Präsidentin der AS Roma – somit eine der wenigen Frauen in Führungspositionen in der Fußball-Branche.
| Personendaten    | Personendaten                                   |
| ---------------- | ----------------------------------------------- |
| NAME             | Sensi, Franco                                   |
| ALTERNATIVNAMEN  | Sensi, Francesco                                |
| KURZBESCHREIBUNG | italienischer Unternehmer und Fußballfunktionär |
| GEBURTSDATUM     | 29. Juli 1926                                   |
| GEBURTSORT       | Rom                                             |
| STERBEDATUM      | 17. August 2008                                 |
| STERBEORT        | Rom                                             |